# MÁV 416 sorozat
A MÁV-START 416 sorozat (vagy Bpmot, korábban 6341 sorozat) a MÁV által használt kétrészes dízelmotorvonat, más néven iker-motorkocsi. Beceneve: „Uzsgyi”. Gyári típusjele: RA1.

## Műszaki jellemzés
Az orosz államadósság terhére 2002–2004 között beszerzett RA–V–731.25 gyári típusjelű ikermotorkocsi a nem villamosított vasútvonalak személyszállítását bonyolítja le a MÁV vonalain. Egy motorvonat két, két forgóvázas négytengelyű átjárható egységből áll, szétkapcsolásuk azonban – javítás, vagy kiszolgálás céljából – csak műhelyben végezhető. A 2×315 kW teljesítményű 80,5 t tömegű, 100 km/h legnagyobb sebességű motorkocsikat 2 db MTU 6R138 TD13H dízelmotor hajtja. A vonategység mindkét végén az utastérből nyíló egyesített vezetőállás található. Az utastérbe az oldalanként 1-1 pneumatikusan távvezérelt elhúzható ajtókon keresztül lehet bejutni, melyek alatt az alacsony peron mellé történő beállás esetén az ajtó kinyitásával egyidejűleg lenyíló lépcső található. A motorvonatban 2+2 üléskiosztásban 132 (+8 felcsapható) másodosztályú ülőhely van.
A motorvonatot két fékrendszerrel szerelték fel. A 15 km/h-s feletti fékezés hidraulikus, míg a teljes sebességtartományban történő fékezés légfékkel történik. A jármű hosszú ideig tartó, vagy 35‰-nél nem nagyobb lejtőn történő állás biztosítására rugóerőtárolós rögzítőfék szolgál. Az ikermotorkocsi légkondicionálóval és mozgássérültek által is használható vákuumos WC-vel van ellátva. A motorvonatban megtalálható az EVM–120 vonatbefolyásoló berendezés is, amely ellenőrzi a mozdonyvezető éberségét, összehasonlítja a megengedett és a tényleges sebességet, és ha szükséges, kényszerfékezést alkalmaz. A motorvonatok szinkron vezérelhetőek, tehát több egység összekapcsolható, és egy vezetőállásból irányítható.

## Története
A 416 sorozatú ikermotorkocsi prototípusa 2002. június 14-én érkezett Mityiscsiből, a Metrovagonmas gyárból Záhonyba, vendég forgóvázakon az ukrán és a magyar nyomtávolság közötti eltérés miatt. A járművet a Voith gyártmányú Scharfenberg 10 típusú kapcsolószerkezet miatt két kísérőkocsi között vontatták. Záhonyban felszerelték az ugyancsak az orosz gyárban gyártott normál nyomtávolságú forgóvázakat, majd az állomásítási helyre (Bp. Északi Vontatási Főnökség) vontatták, ahol üzembe helyezték. 2002. június 16-án a Nyugati pályaudvaron mutatták be az első 63-41 001-3 pályaszámú ikermotorkocsit a nagyközönségnek. A prototípus július 23-án sikeres hatósági próbát tett, majd a kisebb „gyermekbetegségek” kijavítása után a KKF engedélyével augusztus 14-től immár utasokkal Budapest és Esztergom között forgalomba állt. A prototípus magyarországi forgalmi üzemeltetési tapasztalatai alapján a Metrovagonmas gyár a második motorvonaton számos műszaki módosítást hajtott végre, amiket utólag alkalmaztak az első motorkocsin is. 2006-tól a Szolnoki Járműjavító megkezdte az első egységesítési és felújítási munkákat a sorozaton. 2007. június 9-én érkezett Szentesre a Cseh Vasutak egyetlen Uzsgyija, ami ott prototípusként futott, de végül a csehek elálltak a nagyobb széria megrendelésétől, így a 835 001 pályaszámot viselő jármű Magyarországra került, azonban forgalomba nem állt, magyar pályaszámot nem kapott. Alkatrészbázisnak használják.

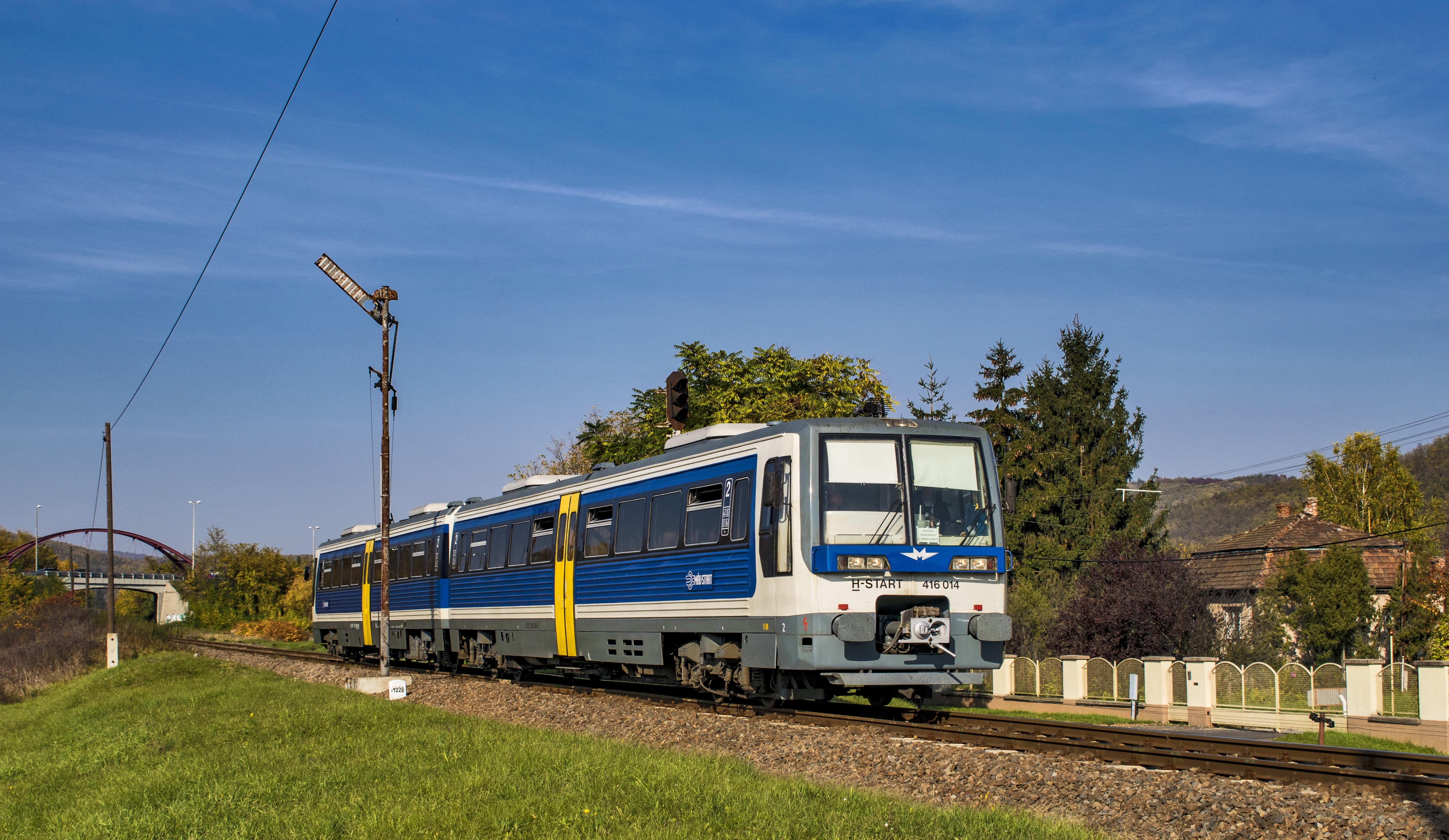
Az átfestett 416-014 pályaszámú motorkocsi Salgótarjánban

A pályaszám-módosítás után 416 lett a sorozatjele a motorkocsiknak.
2017-ben a MÁV a motorvonatok egységes színvilágának megteremtése érdekében a 2014 és 2017 között leszállított Flirt motorvonatok festése alapján szeretné átfényezni mind a dízel, mind a villamos motorvonatokat. Az átfényezés a korábban beszerzett Flirtök mellett a Desiro, a Talent és a Metrovagonmas motorvonatokat érintené. Az első átfestett Uzsgyi 2017. nyarán állt forgalomba, a 014-es pályaszámú motorkocsi kapta meg a kék-sárga-fehér festést. 2018 áprilisában 4 darab kék motorvonat van forgalomban, a 014 mellett a 022, a 025 és a 035.

## Alkalmazás
A motorkocsik első bevetési helye a Budapest–Esztergom-vasútvonal volt, innen a Desiro motorvonatok megjelenésével koptak ki, és vált otthonukká Szentes és a Dél-Alföld térsége. A Szentes–Szolnok, Szentes–Hódmezővásárhely, Szeged–Békéscsaba viszonylatok meghatározó járművévé vált. 2007-2008 környékén kezdődött más helyeken való feltűnésük is, először Hatvan és Somoskőújfalu között váltották le az M41-ből kiállított ingavonatokat, majd Baja és Szolnok környékén (a vámosgyörki vonalon) is feltűntek. 2010-től Debrecen környékén is megjelentek az Uzsgyik az MDmot-ok kivonása után.
Manapság javarészt Baja, Debrecen, Szentes környékén és Budapest elővárosában, a Budapest–Lajosmizse vonalon találkozhatunk velük. A 40 db motorvonat mindegyikének honállomása és honos karbantartási helye Szentes.
Viszonylatok melyeken a 416 sorozatú motorkocsik feltűnhetnek:
| Induló állomás   | Végállomás       | Vonal         | Típus                    | Időszak |
| ---------------- | ---------------- | ------------- | ------------------------ | ------- |
| Szolnok          | Vámosgyörk       | 86            | személyvonat             | naponta |
| Szolnok          | Szentes          | 130           | személyvonat             | naponta |
| Debrecen         | Nyírábrány       | 105           | személyvonat             | naponta |
| Debrecen         | Nagykereki       | 106           | személyvonat             | naponta |
| Debrecen         | Tiszalök         | 109           | személyvonat             | naponta |
| Debrecen         | Fehérgyarmat     | 110, 113      | személyvonat             | naponta |
| Szolnok          | Kecskemét        | 145           | személyvonat             | naponta |
| Hódmezővásárhely | Kiskunfélegyháza | 130, 147      | személyvonat             | naponta |
| Debrecen         | Eger             | 108, 87a      | InterRégió               | naponta |
| Kecskemét        | Baja             | 140, 154, 155 | személyvonat, InterRégió | naponta |
| Budapest-Nyugati | Lajosmizse       | 142           | személyvonat             | naponta |

## Becenevei
"Uzsgyi, Putyin (bosszúja), Tégla, Putyin-Expressz, Pusztametró, Falusi Metró, Tanyasi Metró, Szentesi Metró, MizseJet"